# Zopilotepe
Zopilotepe är en ort i Honduras.   Den ligger i departementet Departamento de Olancho, i den centrala delen av landet, 120 km nordost om huvudstaden Tegucigalpa. Zopilotepe ligger 394 meter över havet och antalet invånare är 1 300.
Terrängen runt Zopilotepe är kuperad åt nordväst, men åt sydost är den platt. Runt Zopilotepe är det ganska glesbefolkat, med 42 invånare per kvadratkilometer. Närmaste större samhälle är Juticalpa, 9,0 km nordost om Zopilotepe. Omgivningarna runt Zopilotepe är en mosaik av jordbruksmark och naturlig växtlighet.